# Đền Shore
Đền Shore(xây dựng từ 700–728 AD) là một ngôi đền Ấn Độ giáo nhìn ra vịnh Bengal. Đây là một ngôi đền được xây dựng bằng những khối đá granit khổng lồ có niên đại từ thế kỷ thứ 8. Công trình này được xây dựng trên một mũi đất nhô ra vịnh Bengal ở Mahabalipuram, một thị trấn phía nam của Chennai ở bang Tamil Nadu, Ấn Độ. Tại thời điểm công trình được xây dựng, nơi đây là một thương cảng bận rộn dưới triều đại của vua Narasimhavarman II thuộc Vương triều Pallava. Ngôi đền là một phần của Khu quần thể kiến trúc Mahabalipuram được UNESCO công nhận là di sản thế giới từ năm 1984. Nó là một trong số những ngôi đền đá cổ nhất ở miền Nam Ấn Độ (đá cắt).

## Địa lý
Ngôi đền là một tổ hợp của ba ngôi đền, gồm một ngôi đền lớn và hai ngôi đền nhỏ, nằm ngay trên bờ biển Coromandel, ở Mahabalipuram (trước đó được biết đến là Mamallapuram), bên bờ vịnh Bengal. Trong suốt triều đại Pallava trị vì, đây là một thành phố cảng bận rộn cai trị từ Kanchipuram.

## Lịch sử
Các thủy thủ đi biển đưa ngồi đền vào Bảy ngôi chùa Mahabalipuram khi họ nhìn thấy cấu trúc cao này trên bờ biển, như là một mốc chuyển hướng cho các tàu thuyền. Hình ảnh của nó quen thuộc với những người đi biển như là một ngôi chùa.
Kiến trúc là đỉnh điểm của sự sáng tạo được khởi xướng bởi vua Narasimha Varma I (thường được gọi là Mammalla sau khi Mamallapuram được đặt tên) vào giữa thế kỷ thứ 7 bắt đầu với những ngôi chùa Hang và Pancha Rathas. Mặc dù kiến trúc cắt đá và điêu khắc cắt đá vẫn tiếp tục trong các giai đoạn tiếp theo, như đã thấy trong các hang động Atiranachanda, Pidari Rathas và Hang Hổ, nhưng đền Shore mới chính là trung tâm chính của sự sang trọng nhất trong số các kiến trúc gắn liền với vua Rajasimha (700-28 AD), còn được gọi là Narasimhavarman II của triều đại Pallava. Ngôi đền bây giờ là công trình còn sót lại cuối cùng trong số một loạt các ngôi đền mà dường như từng tồn tại ở bờ biển ngập nước này; trong số đó có một ngôi đền chị em của nó ngoài khơi bờ biển đã được phát hiện trong trận sóng thần năm 2004. Kiến trúc của đền Shore được kế thừa bởi các vua triều Chola, cai trị Tamil Nadu sau khi đánh bại triều đại Pallava.
Sóng thần tháng 12 năm 2004 tràn vào bờ biển Coromandel cho thấy một ngôi đền cổ bị sập xây hoàn toàn bằng các khối đá granit. Điều này đã đổi mới mọi suy đoán rằng, Mahablaipuram là một phần của Bảy ngôi chùa được mô tả trong nhật ký của những người châu Âu, trong đó sáu ngôi đền vẫn ngập trong biển. Sóng thần cũng đã làm lộ diện một số tác phẩm điêu khắc đá cổ sư tử, voi, và chim công được sử dụng để trang trí các bức tường và các ngôi đền trong thời đại Pallava từ thế kỷ thứ 7 và 8.
Mặc dù trận sóng thần ngày 26 tháng 12 năm 2004 xảy ra ở Ấn Độ Dương cũng đã ập vào ngôi đền và các khu vườn xung quanh, tuy nhiên đền Shore không bị hư hỏng nặng, khi mực nước trở lại mức bình thường trong vòng một vài phút. Các hư hại là nền của một bàn thờ đá ở phía trước ngôi đền, con đường dẫn đến cầu cảng, và tại đền thờ nhỏ với các hình điêu khắc tại tầng hầm của ngôi đền. Nền móng của ngôi đền là đá granit cứng, nó có thể duy trì và chống lại những con sóng dữ dội của bờ biển Ấn Độ Dương; ngoài ra, một con đê thấp được dựng lên xung quanh khu vực ngôi đền cũng đã hỗ trợ bảo vệ cho nó.